# إنفي
إنفي هي بلدية (كوميون) في مقاطعة كونيو، بيدمونت، الواقعة شمال إيطاليا. تقع على بعد نحو 50 كيلومتر (31 ميل) جنوب غرب تورينو وحوالي 35 كيلومتر (22 ميل) شمال غرب كونيو.
تشترك إنفي بحدودٍ مع البلديات التالية: باردجي، ريفيلو، ريفريدو، سانفرونت.

## المدن التوأم
- ماريا سوزانا، الأرجنتين